# Alvinella pompejana
Alvinella pompejana – gatunek wieloszczeta z głębin oceanicznych, znajdowany jedynie w ekosystemach kominów hydrotermalnych na Pacyfiku. 
Odkryty na początku lat 80. XX wieku w ramach międzynarodowego badawczego programu FAMOUS – French-American Mid-Ocean Undersea Study (w roku 1974 ekspedycję batyskafu Alvin prowadził holender Tjeerd H. van Andel). Jest skrajnym termofilem.
Nazwa gatunku pochodzi od rzymskiego miasta Pompeje zniszczonego w 79 r. n.e. w wyniku erupcji Wezuwiusza. Związane z ekosystemami kominów hydrotermalnych zwierzęta te żyją w temperaturach do 80˚C, co czyni z Alvinella pompejana organizm tolerujący najwyższe temperatury spośród zwierząt wielokomórkowych znanych nauce. Głowowa część zwierzęcia zazwyczaj znajduje się w znacznie chłodniejszej wodzie, zaś część ogonowa jest wystawiona na działanie gorącej wody tryskającej z ujścia hydrotermalnego. Jak dotąd brak danych o temperaturze ciała zwierzęcia. Sądzi się, że zwierzęta te oddają ciepło w części głowowej mogąc w ten sposób zachować wewnętrzną temperaturę w granicach umożliwiających przetrwanie. Po raz pierwszy odkryto je w ekosystemach kominów hydrotermalnych w pobliżu Wysp Galapagos.
Nazwa rodziny Alvinellidae i rodzaju Alvinella pochodzą od nazwy trójosobowego batyskafu Alvin, za pomocą którego dokonano w końcu lat 70. XX w. odkrycia kominów hydrotermalnych i ich specyficznej fauny. Obecnie do rodziny Alvinellidae zalicza się osiem innych gatunków, lecz żaden z nich nie toleruje tak wysokich temperatur otoczenia.
Alvinella pompejana osiąga długość do 13 cm, jest bladoszara, z charakterystycznymi „włochatymi” naroślami. Narośla te to kolonie bakterii, z którymi zwierzęta te żyją w symbiozie. 
Aby pobierać pokarm i oddychać Alvinella wystawia z rurki głowową część ciała, zakończoną organem przypominającym kształtem czułki. Są to skrzela tego zwierzęcia, zabarwione na kolor czerwony ze względu na obecność hemoglobiny we krwi. Głowowa część organizmu znajduje się zwykle w temperaturze około 22˚C, a jedynie jej część ogonowa w rurce jest wystawiona na wymienione wyżej wysokie temperatury.
Przypuszcza się, że dużą rolę w zapewnieniu odporności zwierzęcia na wysokie temperatury odgrywają bakterie przyczepione do jej ciała i mogące tworzyć warstwę o grubości do 1 cm. Bakterie te mogą wytwarzać specjalne proteiny, tak zwane "enzymy eurytermalne", chroniące białka bakterii – a przy okazji także rurkoczułkowca – przed degradacją w wysokich temperaturach. Być może warstwa bakterii jest też izolacją termiczną dla zwierzęcia. Dalsze badania są utrudnione, gdyż do dziś nie udało się wydobyć z głębin oceanicznych żywych okazów Alvinella pompejani. 
Badania nad wymienionymi enzymami eurytermalnymi mogłyby mieć wielkie znaczenie w przemyśle biochemicznym, tekstylnym, kosmetycznym i farmaceutycznym.